# Noé (Yonne)
Noé település Franciaországban, Yonne megyében. Lakosainak száma 563 fő (2022. január 1.). Noé Malay-le-Petit, Les Bordes, Malay-le-Grand, Les Vallées de la Vanne és Vaumort községekkel határos.

## Népesség
A település népességének változása:
| Lakosok száma | 489  | 541  | 553  | 555  | 553  | 552  | 550  | 546  | 563  |
|               | 2013 | 2015 | 2016 | 2017 | 2018 | 2019 | 2020 | 2021 | 2022 |